# Artzenheim
 Artzenheim  (en alsacià Ààrze) és un municipi francès, situat a la regió del Gran Est, al departament de l'Alt Rin. L'any 2003 tenia 747 habitants.

## Demografia
| 1962 | 1968 | 1975 | 1982 | 1990 | 1999 |
| ---- | ---- | ---- | ---- | ---- | ---- |
| 423  | 448  | 485  | 557  | 607  | 618  |

## Administració
| Període | Identitat      | Partit |
| ------- | -------------- | ------ |
| 2001-   | Claude Gebhard |        |